# Arnoglossus polyspilus
Arnoglossus polyspilus es una especie de pez de la familia Bothidae en el orden de los Pleuronectiformes.

## Hábitat
Es un pez de mar.

## Morfología
• Pueden llegar alcanzar los 24 cm de longitud total.

## Distribución geográfica
Se encuentra desde las  costas de la Bahía de Bengala hasta el sur del Japón, Taiwán y Nueva Caledonia.